# Kenny Dyer
Kenny Dyer (ur. 7 września 1964 w Londynie) – angielski i montserracki piłkarz, grający na pozycji pomocnika, trener piłkarski.

## Kariera piłkarska

### Kariera klubowa
Wychowanek londyńskich klubów Arsenal F.C., Tottenham Hotspur F.C. i Charlton Athletic F.C. Rozpoczął karierę piłkarską w Maidstone United F.C., potem przeszedł do Chatham Town F.C. W 1988 wyjechał do Cypru, gdzie do 1999 bronił barw klubów Nea Salamina Famagusta i Ethnikos Achna. Jedynie w sezonie 1991/92 grał w angielskim Dover Athletic F.C. oraz w 1995/96 w Dagenham & Redbridge F.C. W 1999 powrócił do Anglii, gdzie został piłkarzem Slough Town F.C. W 2001 przeszedł do Hayes F.C., a potem ponownie występował w Dover Athletic F.C. i Chatham Town F.C.

### Kariera reprezentacyjna
W latach 2008–2010 bronił barw narodowej reprezentacji Montserratu mając 46 lat.

## Kariera trenerska
Po zakończeniu kariery piłkarskiej rozpoczął karierę szkoleniową. W latach 2004–2005 trenował angielski Haringey Borough F.C. W 2006 pracował z młodzieżową reprezentacją, a od 2008 do 2013 prowadził narodową reprezentację Montserratu.